# 独立サッカー連盟
独立サッカー連盟（どくりつサッカーれんめい、英語: Confederation of Independent Football Associations、ConIFA あるいは CONIFA）は、2013年9月5日に設立されたサッカーの国際団体の一つ。
団体の創設者で、現在会長を務めるのはペール=アンデルス・ブランド。VIVAワールドカップでは審判を務めていた。

## 概要
国際サッカー連盟 (FIFA) に加盟していないサッカー協会を構成メンバーとする、サッカーの国際団体である。FIFAに加盟できない国（分離独立を主張する政治的実体やミクロネーション）や、地域・民族集団の代表チームが多く含まれる点でユニークである。
CONIFAは、2013年2月に活動停止に陥ったNF-Boardの理念と役割を受け継ぐ形で、2013年9月に組織された。NF-Boardが主催していたVIVAワールドカップでは、規約によって創設メンバーすべてに拒否権を認め、全会一致を原則としていたが、このために妥結が成立できなかった会議を契機として、NF-Boardは機能停止に至った。独立サッカー連盟は NF-Board の民主的理念を引き継ぐとともに、その経験にかんがみて拒否権も執行部の強権も避けて、メンバーに奉仕する組織として設立されたという。

## 主な活動
- 加盟サッカー協会に所属する人々の発展と成長の支援。
- CONIFAワールドチャンピオンシップ（FIFA非加盟の代表チームによる公式な世界大会）の開催（ConIFAワールドフットボール・カップ）
- CONIFA国際トーナメントとカップ戦の開催
- CONIFA国際親善試合の開催
- CONIFA文化イベントの開催
- ONIFA青少年交流プログラムの実施

## 加盟協会・国（地域）
2022年6月11日時点。大陸ごとの配置や配列は出典による。
| ヨーロッパ - アブハジア - アルツァフ共和国 - チャメリア - コーンウォール - ニッサ - エルバ島（エルバ島） - エラン・バニン - カルパティア - 北キプロス・トルコ共和国 - オクシタニア - パダーニャ - ラエティア - ロマ - サーミ - サルデーニャ - シチリア - 南オセチア - セーケイランド（セーケイ人） - 両シチリア - 西アルメニア - ヨークシャー | アジア - 東トルキスタン - カレン（カレン人） - カシミール（カシミール） - クルディスタン - パンジャーブ - ロヒンギャ - 琉球 - タミル・イーラム - チベット - United Koreans in Japan - 西パプア アフリカ - Barawa（ブラバ） - Basotho（ソト人） - Biafra（ビアフラ） - チャゴス諸島 - カビール（カビール人） - Matabeleland FC（マタベレランド） - ソマリランド - 西サハラ - ヨルバ（ヨルバ人） - ザンジバル | 北アメリカ - ANBM - カスカディア（カスカディア） - Kuskatan（Cuzcatlan） 南アメリカ - アイマラ（アイマラ） - FAD de Estado de São Paulo（サンパウロ州） - マプチェ - マウレ・スール - ラパ・ヌイ - アルメニア系アルゼンチン人 オセアニア - Australian First Nations - ハワイ - キリバス |

### かつての加盟協会
かつて掲載されていたが、上掲加盟協会の確認時点には掲載のない協会。
| ヨーロッパ - Délvidék - ドネツク（ドネツク人民共和国） - Felvidék - フランコニア - グリーンランド - ヘルゴラント - ルガンスク（ルガンスク人民共和国） - モナコ - 沿ドニエストル共和国 | アジア - アッシリア - レズギ アフリカ - Barotseland（バロツェランド） - ダルフール | 北アメリカ - ケベック オセアニア - ツバル |